# Lincoln (Lincolnshire)
Lincoln [ˈlɪŋkən] ist eine Stadt in England. Sie ist die Hauptstadt der Grafschaft Lincolnshire und wird vom Fluss Witham durchflossen.

## Geschichte

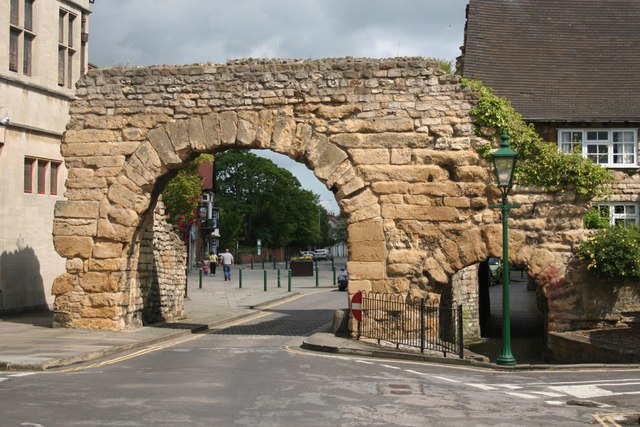
Newport Arch, römisches Tor

Die Stadt Lincoln blickt auf eine über 2000-jährige Geschichte zurück. Schon lange ehe die Römer nach Lincoln kamen, war das Gelände der heutigen Stadt besiedelt. Die Römer errichteten im Jahr 48 ihren ersten Militärstützpunkt für die Legio VIIII Hispana (9. Legion), der 96 in eine Stadt für römische Veteranen in Lindum Colonia umgewandelt wurde. Der keltisch-lateinische Name Lindum geht auf den Namen der keltischen Vorgängersiedlung Lindon „Becken, Teich“ zurück.
Aufgrund der strategischen Lage am Fluss Witham und an einer Stelle, an der zwei große Handelsstraßen zusammenlaufen, entwickelte sich Lincoln schon früh zu einem bedeutenden Handelszentrum. Vermutlich war Lincoln die Hauptstadt des angelsächsischen Königreichs Lindsey. Die Normannen erbauten 1068 unter Wilhelm dem Eroberer die mächtige Burg Lincoln Castle. Vier Jahre später begannen sie mit dem Bau einer Kathedrale, einer der monumentalsten mittelalterlichen Kirchen Großbritanniens und bis 1549 das damals höchste Kirchenbauwerk der Welt.
Lincoln verdiente ab dem Mittelalter lange durch den Woll- und Tuchhandel und wurde zu einer wohlhabenden Stadt. Vom Niedergang dieses Wirtschaftszweiges ab dem 14. Jahrhundert erholte sich die Stadt erst im 19. Jahrhundert mit Beginn der industriellen Revolution. Lincoln vollzog den Strukturwandel und wurde zu einem bedeutenden Industriestandort.

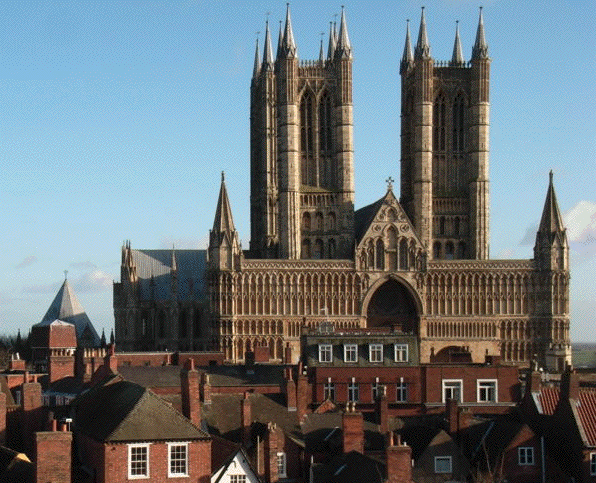
Kathedrale, vom Schloss aus gesehen

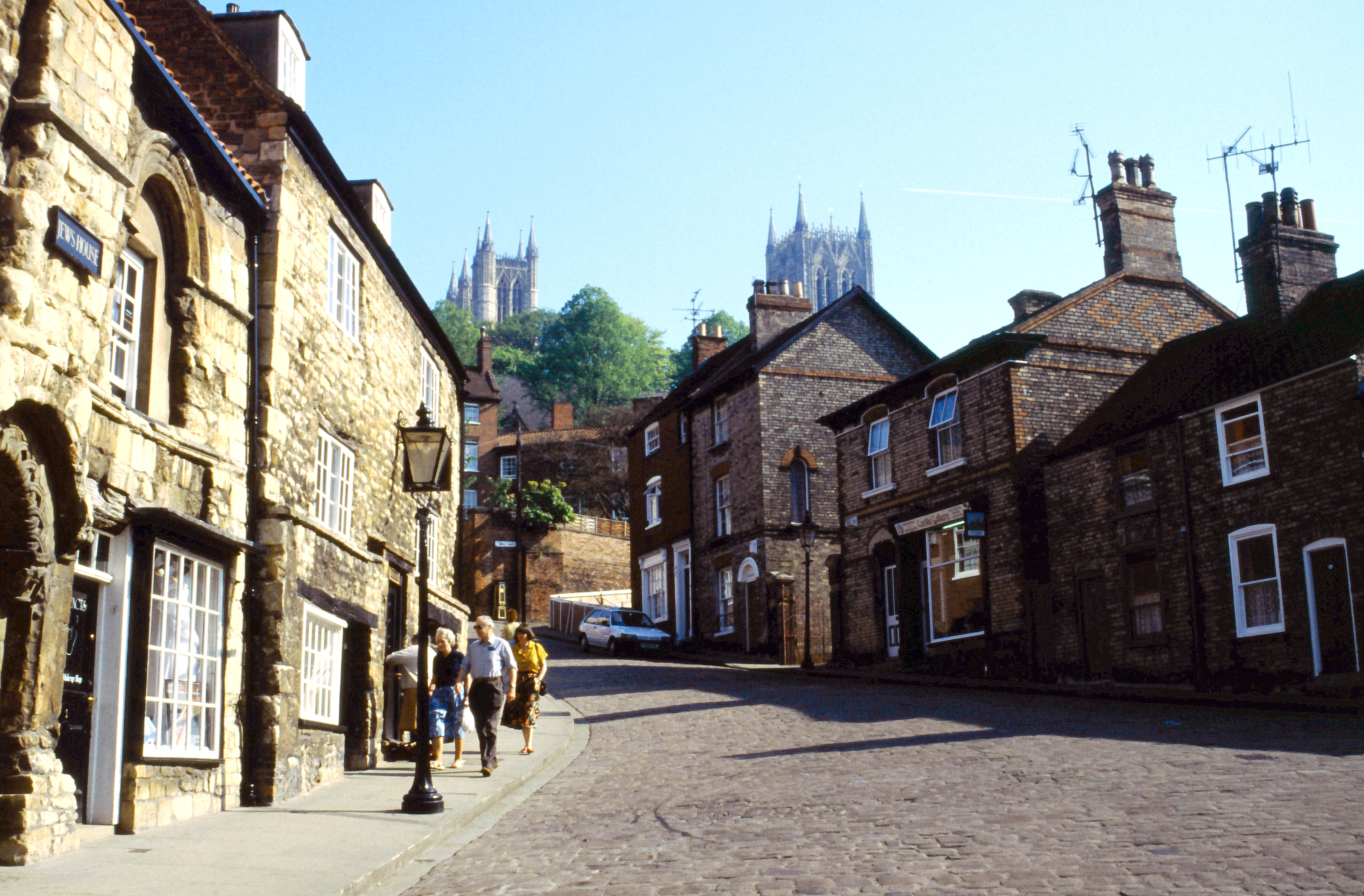
Steep Hill

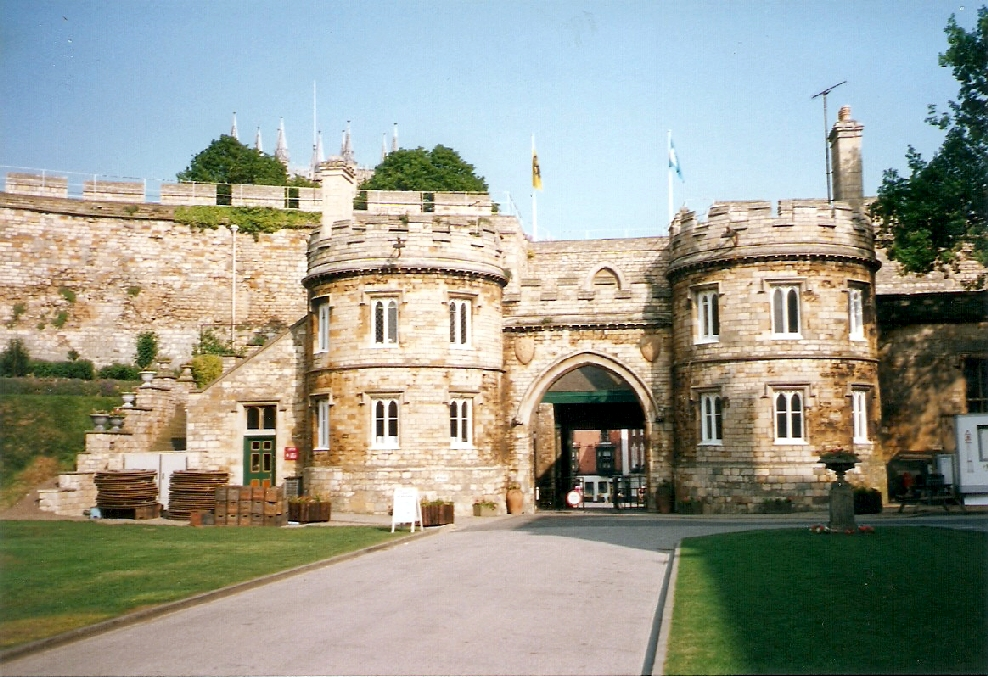
Schloss Lincoln, Torbau

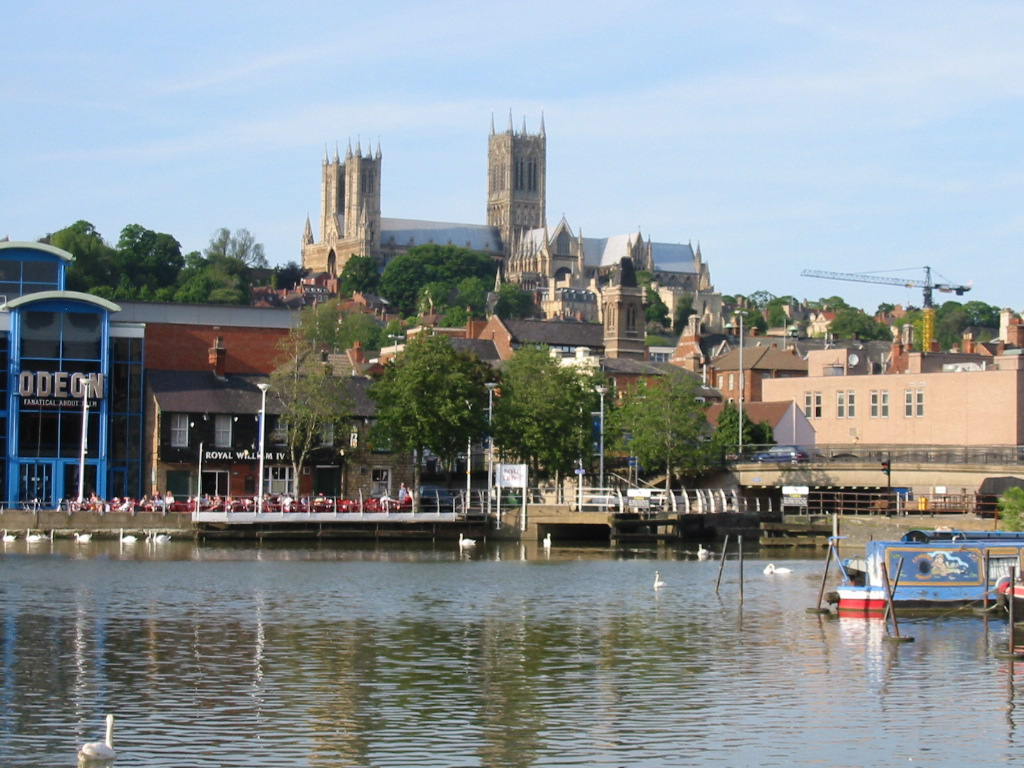
Brayford Pool in Richtung Altstadt

## Wappen
Blasonierung: In Silber ein durchgehendes rotes Balkenkreuz, in dessen Mitte eine goldene heraldische Lilie.

## Sehenswürdigkeiten
Sehenswert ist die historische Altstadt mit einigen interessanten Gebäuden, darunter insbesondere
- die Kathedrale von Lincoln, eines der bedeutendsten Werke der englischen Gotik, deren älteste Teile noch im normannischen Baustil errichtet wurden[2]
- das Schloss (Lincoln Castle), in dem eines der vier erhaltenen Exemplare der Magna Charta aufbewahrt wird
- der römische Torbogen Newport Arch
- Bürgerhäuser, teilweise aus normannischer Zeit, einschließend das Jew's House und das Norman House
- die mittelalterlichen Markthallen
- eine Windmühle.

Die Umgebung im landschaftlich reizvollen Mittelengland ist bekannt für ihre zahlreichen Schlösser und Herrenhäuser und für archäologische Funde (River Witham-Schwerter und Witham-Schild).

## Politik

### City of Lincoln Council
- Labour: 23
- LibDem: 5
- Cons.: 5

## Städtepartnerschaften
- Port Lincoln in Australien
- Tangshan in China
- Neustadt an der Weinstraße in Deutschland
- Radomsko in Polen

## Persönlichkeiten

### Söhne und Töchter der Stadt
- William Hilton (1786–1839), Maler
- George Boole (1815–1864), Mathematiker und Philosoph
- Henry Whitehead Moss (1841–1917), Philologe und Schuldirektor
- William Henry Battle (1855–1936), Chirurg
- Charlotte Angas Scott (1858–1931), Mathematikerin
- Emily Beatrice Bland (1864–1951), Malerin
- Sir Reginald Goodall (1901–1990), Dirigent
- Alexander Lamb Cullen (1920–2013), Elektroingenieur
- Steve Race (1921–2009), Musiker und Rundfunkmoderator
- Sir Neville Marriner (1924–2016), Dirigent und Geiger
- Jack Emblow (* 1930), Akkordeonist
- Neil McCarthy (1932–1985), Schauspieler
- Max Boyes (1934–2022), Hürdenläufer
- Sheila Gish (1942–2005), Theater- und Filmschauspielerin
- Sir Simon Marsden (1948–2012), Photograph und Autor
- Jim Broadbent (* 1949), Schauspieler
- Jane Eaglen (* 1960), Opernsänger
- Richard Egarr (* 1963), Dirigent und Tasteninstrumentalist
- Paul Palmer (* 1974), Schwimmer
- Cecily Fay (* 1978), Schauspielerin, Synchronsprecherin, Stuntfrau, Stunt Coordinatorin und Filmkomponistin
- Kelly Adams (* 1979), Schauspielerin
- Gary Blades (* 1980), Dartspieler
- Robert Tobin (* 1983), Leichtathlet
- Daniel Cox (* 1990), Tennisspieler
- Georgie Twigg (* 1990), Hockeyspielerin
- Sam Lowes (* 1990), Motorradrennfahrer
- Eliza Butterworth (* 1993), Schauspielerin und Synchronsprecherin
- Abbie Donnelly (* 1996), Langstreckenläuferin
- Ryan Yates (* 1997), Fußballspieler

### Personen, die in der Stadt gewirkt haben
- Robert Grosseteste (vor 1170–1253), englischer Theologe, war Bischof von Lincoln
- William Byrd (ca. 1540–1623), Komponist und Virginalist, war Organist und Chorleiter der Kathedrale von Lincoln
- George Holmes (* ca. 1680; † 1720 in Lincoln), Organist der Kathedrale von Lincoln
- William Paley (1743–1805), Theologe und Philosoph
- John Smyth (1566–1612), Mitbegründer der Baptisten, war Stadtprediger in Lincoln